# Jindřich Roudný
Jindřich Roudný   (Fukov, 14 de febrer de 1924 - 10 de maig de 2015) fou un atleta txecoslovac, especialista en curses d'obstacles i de fons, que va competir durant les dècades de 1940 i 1950.
El 1952 va prendre part en els Jocs Olímpics d'Estiu de Hèlsinki, on quedà eliminat en sèries dels 3.000 metres obstacles del programa d'atletisme.
En el seu palmarès destaca una medalla d'or en la prova dels 3.000 metres obstacles del Campionat d'Europa d'atletisme de 1950, per davant Petar Šegedin i Erik Blomster, i sis campionats nacionals, cinc dels 3.000 metres obstacles (1946, 1947, 1948, 1950 i 1953) i un dels 5.000 metres (1949).

## Millors marques
- 1.500 metres. 3' 55.2" (1948)
- 5.000 metres. 14' 47.8" (1953)
- 3.000 metres obstacles. 9' 05.4" (1950)[2][6]